# شامل عبد الرحيموف
شامل جنتوفيتش عبد الرحيموف (مواليد 2 سبتمبر 1981) هو مُقاتل فنون قتالية مختلطة روسي.

## سجل فنون القتال المختلطة
| السجل المهني |        |         |
| 28 نزال      | 20 فوز | 8 خسارة |
| ضربة قاضية   | 9      | 6       |
| إخضاع        | 4      | 1       |
| قرار القضاة  | 7      | 1       |

## وصلات خارجية
- شامل عبد الرحيموف على موقع يو إف سي (الإنجليزية)
- شامل عبد الرحيموف على موقع شيردوغ (الإنجليزية)
- شامل عبد الرحيموف على موقع Tapology.com (الإنجليزية)
- شامل عبد الرحيموف على موقع فايت ماتريكس (الإنجليزية)
- شامل عبد الرحيموف على موقع WrestlingData.com (الإنجليزية)
- شامل عبد الرحيموف على موقع IMDb (الإنجليزية)
- شامل عبد الرحيموف على موقع قاعدة بيانات الفيلم (الإنجليزية)